# PalaCastellotti
Il palazzetto dello sport "Eugenio Castellotti" (detto anche PalaCastellotti) è un palazzetto dello sport situato a Lodi e intitolato al lodigiano Eugenio Castellotti.
Da quando è stato inaugurato, ospita gli incontri casalinghi di hockey su pista dell'Amatori Lodi e delle altre formazioni lodigiane di questa disciplina.
La struttura è composta da 2.580 posti in gradinate e da 75 posti collocati nel settore distinti/tribuna centrale.
La sua edificazione durò dal 1986 al 1988. Nonostante i primi eventi sportivi siano stati disputati nel dicembre 1988, l'inaugurazione vera e propria avvenne nel febbraio 1989 con un'amichevole di hockey su pista tra le Nazionali di Italia e Germania Ovest.
Successivamente l'impianto ha ospitato importanti eventi di hockey su pista, come gli Europei 1990 e i Mondiali 1993, oltre che la Supercoppa Europea 1995 e altri incontri a carattere nazionale. L'Amatori Lodi ha vinto la Coppa Italia 2011-2012, la seconda del suo palmarès, proprio sul campo casalingo.
Il PalaCastellotti è stato utilizzato anche dalla squadra di pallavolo femminile del Volleyball Club Lodi, militante in Serie A2 dal 2003 al 2004. 
Dal 2008 è stato poi utilizzato anche dall'Assigeco Casalpusterlengo, formazione di basket impegnata in Serie A Dilettanti prima e nel campionato professionistico di Legadue nei due anni successivi. Con il passo indietro in terza serie, la squadra rossoblu scelse di tornare a giocare a Codogno.
Nel 2012 il Comune di Lodi ha sottoposto l'impianto ad alcuni adeguamenti.
Nel 2012 il PalaCastellotti ha ospitato le "Final Eight" di CERH European League di hockey su pista vinte dal Liceo La Coruña.